# Problepsis conjunctiva
Problepsis conjunctiva là một loài bướm đêm trong họ Geometridae.